# Chili op de Olympische Zomerspelen 1968
Chili nam deel aan de Olympische Zomerspelen 1968 in Mexico-Stad, Mexico. Het was de twaalfde deelname van het land. Vlaggendrager bij de openingsceremonie was de atleet Rolf Hoppe.
Er namen 21 sporters (19 mannen en 2 vrouwen) deel in vier olympische sportdisciplines. Schutter Juan Enrique Lira nam voor de derde keer deel en de atleet  Iván Moreno en de bokser Misael Vilugron namen voor de tweede keer deel. In de atletiek werd voor de twaalfde keer deelgenomen, in het boksen en de schietsport voor de achtste keer en voor de vierde keer in de paardensport.
Aan de zeven behaalde medailles tot nu toe, behaald in 1928 (1), 1952 (2) en 1956 (4), werd er voor de derde opeenvolgende keer geen een aan toegevoegd.

## Resultaten en deelnemers

### Atletiek
| Olympiër (deelname)  | Onderdeel        | Resultaat | Prestatie                                                                       |
| -------------------- | ---------------- | --------- | ------------------------------------------------------------------------------- |
| Iván Moreno (2)      | 100m (m)         | 14e       | serie 3: 2de in 10,53 kwartfinale 1: 4de in 10,37 halve finale 2: 6de in 10,37  |
| Iván Moreno (2)      | 200m (m)         | 11e       | serie 3: 1ste in 20,93 kwartfinale 1: 4de in 20,83 halve finale 1: 5de in 20,84 |
| Jorge Grosser        | 1500m (m)        | DNF       | serie 2: niet gefinisht                                                         |
| Patricio Saavedra    | 110m horden (m)  | 27e       | serie 4: 5de in 14,4                                                            |
| Juan Santiago Gordón | 400m horden (m)  | 27e       | serie 3: 7de in 52,4                                                            |
| Ezequiel Baeza       | marathon (m)     | 36e       | 2:43.15                                                                         |
| Rolf Hoppe           | speerwwerpen (m) | 24e       | kwalificatie groep B: 10de met 68,32m                                           |
|                      |                  |           |                                                                                 |
| Carlota Ulloa        | 80m horden (v)   | 25e       | serie 3: 4de in 11,1                                                            |
| Rosa Molina          | kogelstoten (v)  | 12e       | 12,85m                                                                          |

### Boksen
| Olympiër (deelname) | Onderdeel   | Resultaat | Prestatie                                          |
| ------------------- | ----------- | --------- | -------------------------------------------------- |
| Guillermo Velásquez | -54kg (m)   | 33e       | 1ste ronde: V van HUN Szabó: 2-3                   |
| Luis Muñoz          | -60kg (m)   | 17e       | 1ste ronde: vrij 2de ronde: V van UGA Murul: 0-5   |
| Enrique González    | -63,5kg (m) | 17e       | 1ste ronde: vrij 2de ronde: V van KOR Kim: 2-3     |
| Luis González       | -67kg (m)   | 17e       | 1ste ronde: vrij 2de ronde: V van CMR Bessala: 0-5 |
| Honorio Borquez     | -71kg (m)   | 17e       | 1ste ronde: V van FRG Meier: 0-5                   |
| Misael Vilugron (2) | -75kg (m)   | 16e       | 1ste ronde: V van NED van Ispelen: knock-out       |

### Paardensport
| Olympiër                                          | Onderdeel   | Resultaat | Prestatie                          |
| Dressuur                                          | Dressuur    | Dressuur  | Dressuur                           |
| ------------------------------------------------- | ----------- | --------- | ---------------------------------- |
| Patricio Escudero                                 | individueel | 22e       | kwalificatie: 22ste met 650 punten |
| Antonio Pirano                                    | individueel | 20e       | kwalificatie: 20ste met 672 punten |
| Guillermo Squella                                 | individueel | 16e       | kwalificatie: 16de met 693 punten  |
| Patricio Escudero Antonio Pirano Gillermo Squella | team        | 6e        | 2015 punten                        |

### Schietsport
| Olympiër (deelname)   | Onderdeel | Resultaat | Prestatie  |
| --------------------- | --------- | --------- | ---------- |
| Nicolas Atalah        | skeet     | 6e        | 194 punten |
| Jorge Jottar          | skeet     | 7e        | 194 punten |
| Pedro Estay           | trap      | 20e       | 191 punten |
| Juan Enrique Lira (3) | trap      | 15e       | 192 punten |

Afghanistan · Algerije · Amerikaanse Maagdeneilanden · Argentinië · Australië · Bahama's · Barbados · België · Bermuda · Birma · Bolivia · Bondsrepubliek Duitsland · Brazilië · Brits-Honduras · Bulgarije · Canada · Centraal-Afrikaanse Republiek · Ceylon · Chili · Colombia · Congo-Kinshasa · Costa Rica · Cuba · Denemarken · Dominicaanse Republiek · Duitse Democratische Republiek · Ecuador · El Salvador · Ethiopië · Fiji · Filipijnen · Finland · Frankrijk · Ghana · Griekenland · Groot-Brittannië · Guatemala · Guinee · Guyana · Honduras · Hongarije · Hongkong · Ierland · IJsland · India · Indonesië · Irak · Iran · Israël · Italië · Ivoorkust · Jamaica · Japan · Joegoslavië · Kameroen · Kenia · Koeweit · Libanon · Libië · Liechtenstein · Luxemburg · Madagaskar · Maleisië · Mali · Malta · Marokko · Mexico · Monaco · Mongolië · Nederland · Nederlandse Antillen · Nicaragua · Nieuw-Zeeland · Niger · Nigeria · Noorwegen · Oeganda · Oostenrijk · Pakistan · Panama · Paraguay · Peru · Polen · Portugal · Puerto Rico · Roemenië · San Marino · Senegal · Sierra Leone · Singapore · Soedan · Sovjet-Unie · Spanje · Suriname · Syrië · Taiwan · Tanzania · Thailand · Trinidad en Tobago · Tunesië · Turkije · Tsjaad · Tsjecho-Slowakije · Uruguay · Venezuela · Verenigde Arabische Republiek · Verenigde Staten · Vietnam · Zambia · Zuid-Korea · Zweden · Zwitserland